# Центр аналізу інформації про безпеку боєприпасів

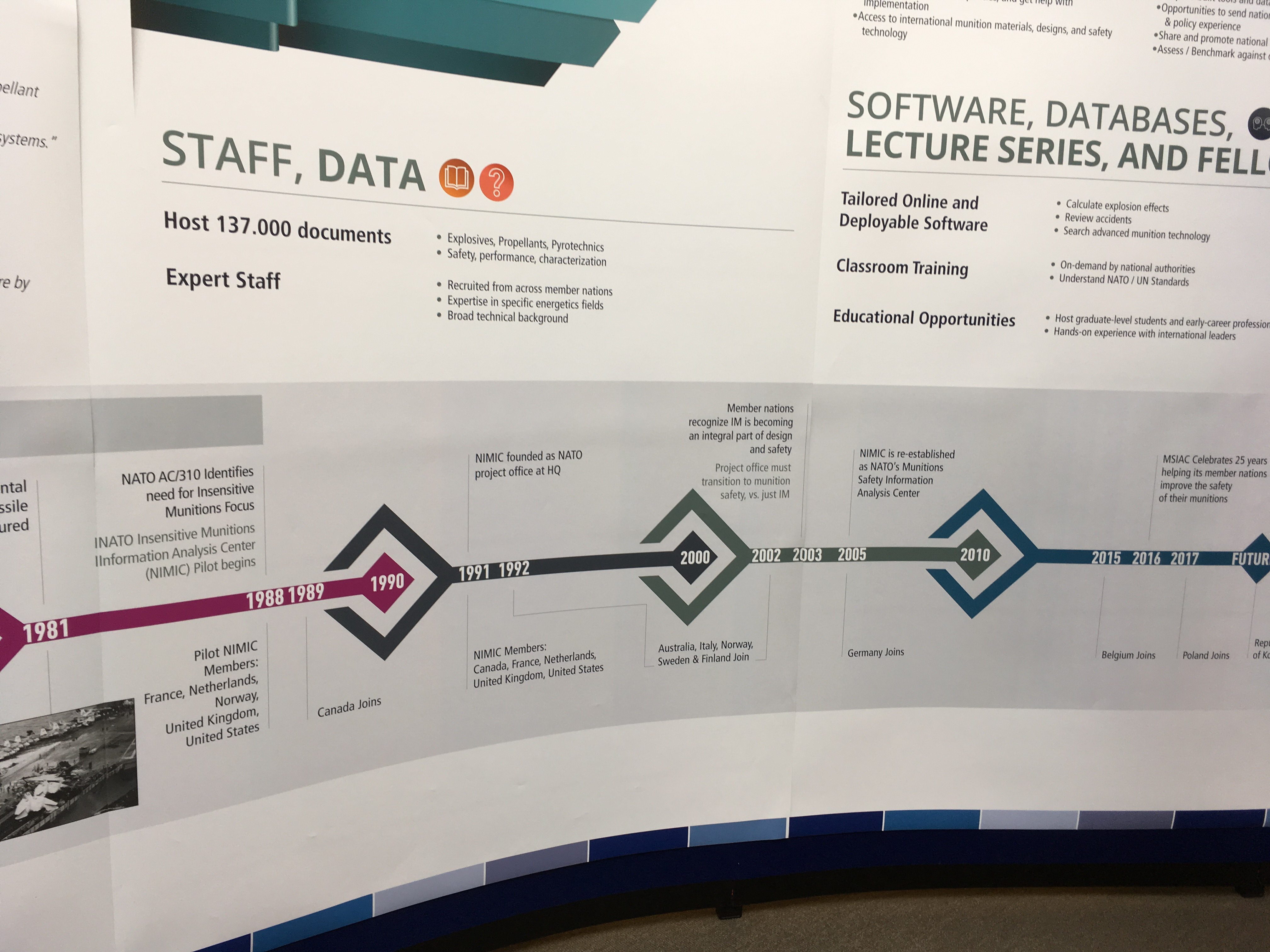
Історія MSIAC (фото стенда, розгорнутого у штаб-квартирі НАТО на честь 25-річниці MSIAC)

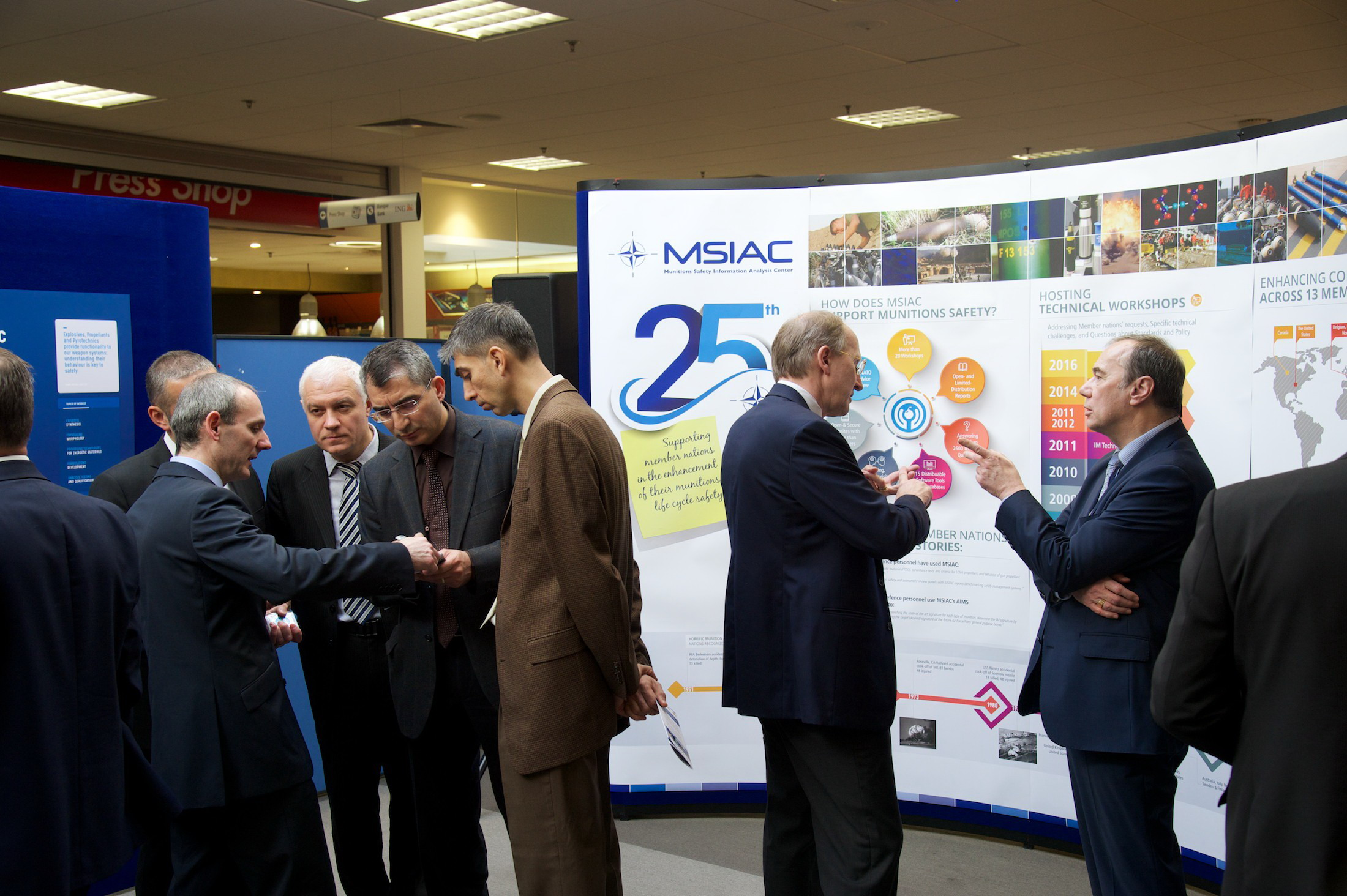
Експерти MSIAC та АС/326 (CASG) на заході з святкування 25-ї річниці MSIAC (15 грудня 2016 р.)

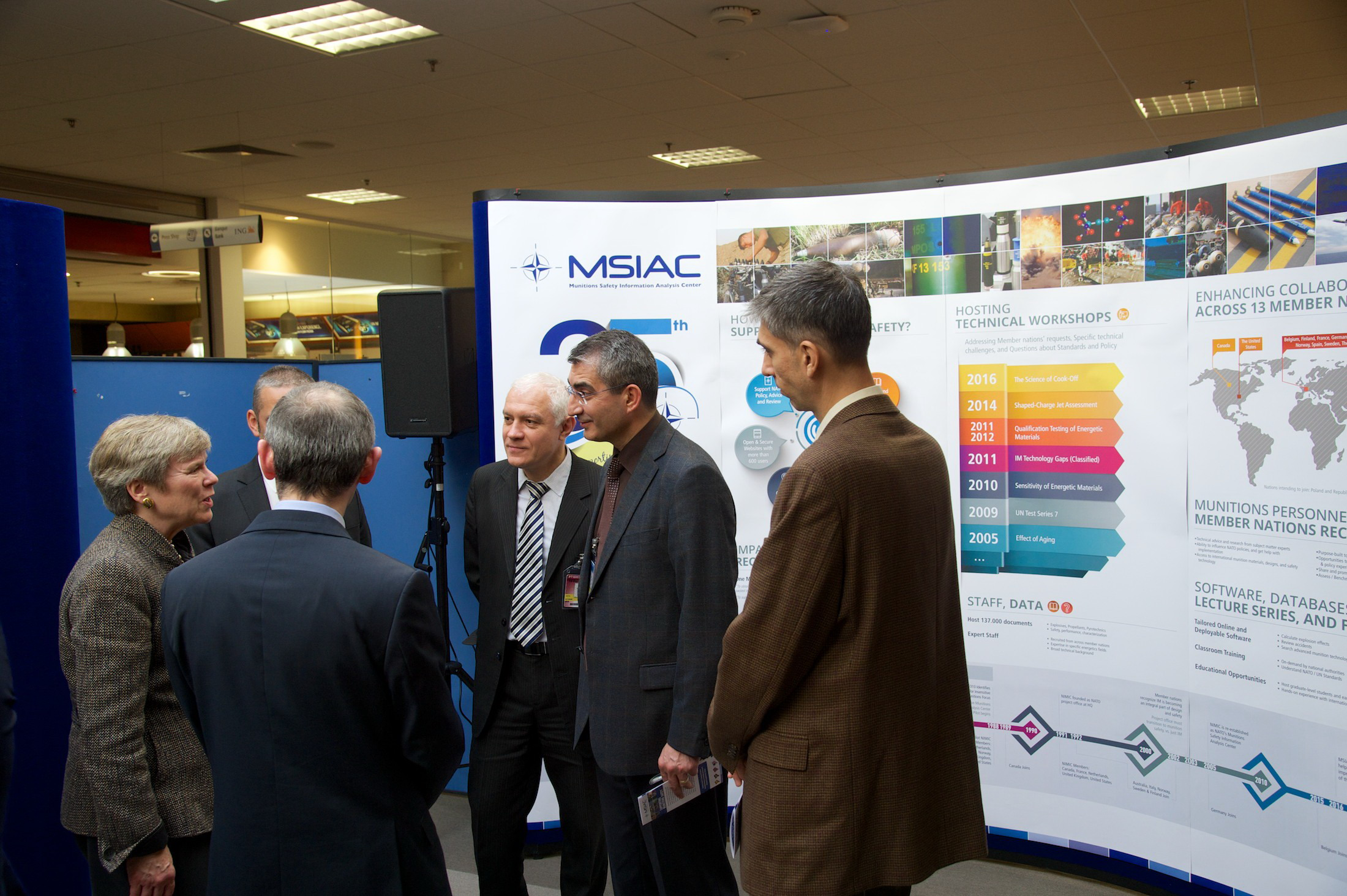
Спілкування учасників заходу з відзначення 25-ї річниці MSIAC з заступником генерального секретаря НАТО Роуз Ґоттемюллер (15 грудня 2016 р.)

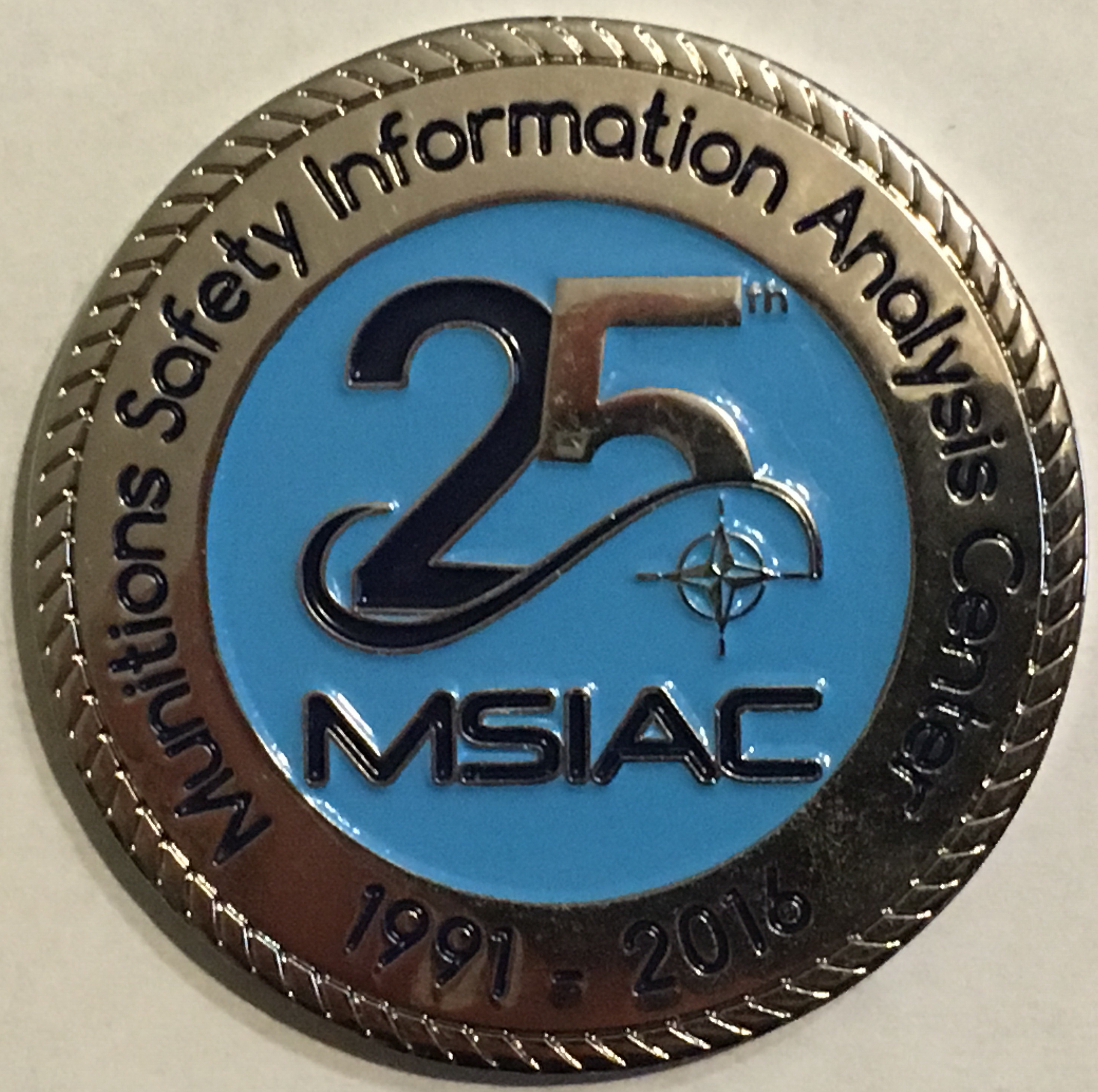
Знак на честь 25-ї річниці MSIAC (аверс)

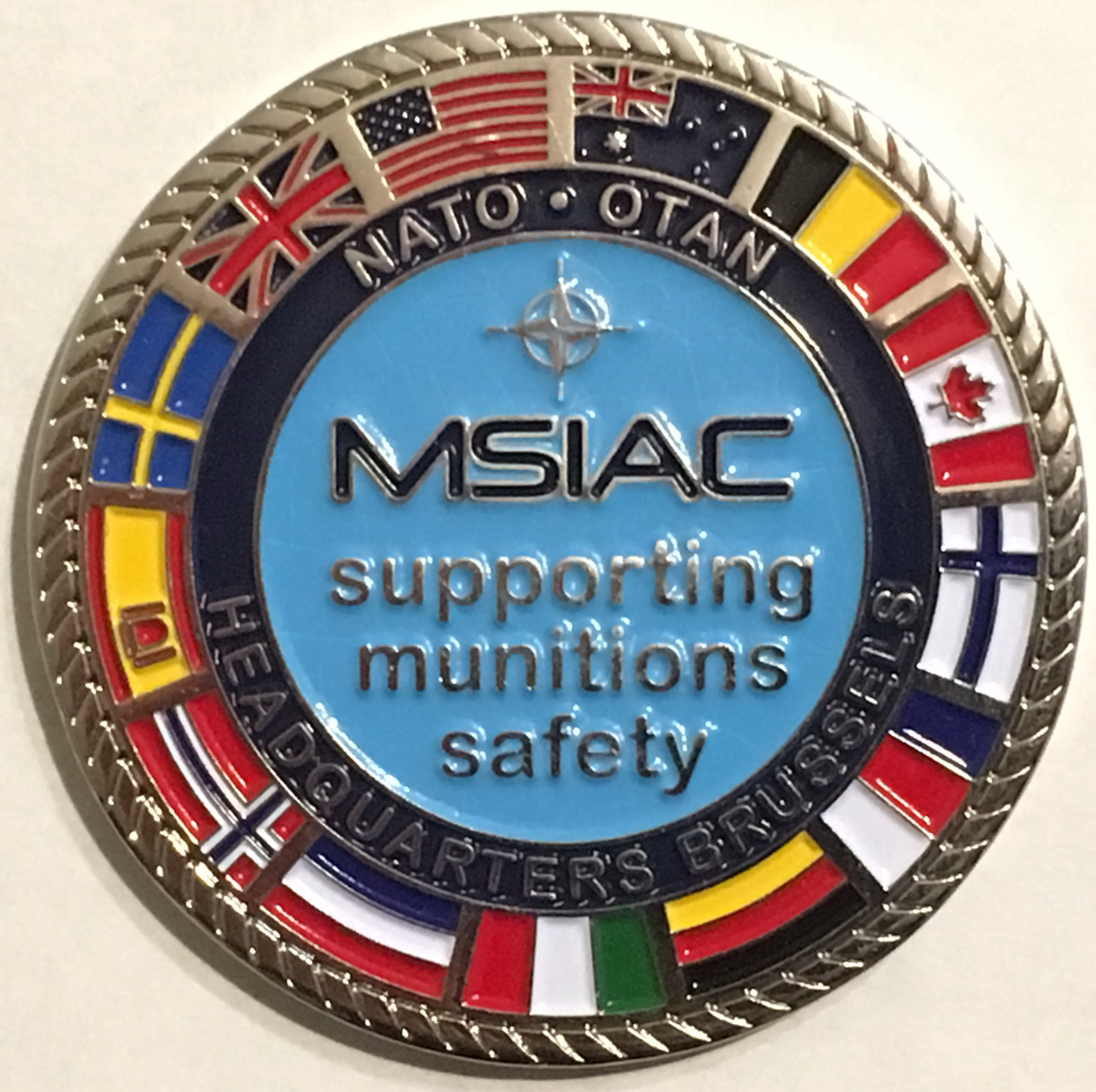
Знак на честь 25-ї річниці MSIAC (реверс)

Центр аналізу інформації про безпеку боєприпасів (англ. Munitions Safety Information Analysis Center, MSIAC) — проєкт, який фінансується безпосередньо країнами-учасницями, зокрема Північноатлантичного альянсу та партнерами. Членами проєкту є 16 країн (в тому числі й ті, що не входять до Альянсу): Австралія, Бельгія, Канада, Фінляндія, Франція, Німеччина, Італія, Нідерланди, Норвегія, Іспанія, Швеція, Велика Британія, Сполучені Штати Америки, Польща, Республіка Корея, Швейцарія.

## Історія
26 травня 1988 року країни-учасниці Північноатлантичного альянсу (Франція, Нідерланди, Норвегія, Велика Британія і Сполучені Штати Америки) підписали «Меморандум про взаєморозуміння щодо нечутливих боєприпасів» і вирішили створити пілотний проєкт NIMIC (Центр з тестування нечутливих боєприпасів), головне призначення якого — надання допомоги національним і міжнародним програмам з розробки нечутливих боєприпасів. Початкова команда спочатку складалася з керівника проєкту і п'яти технічних фахівців. В кінці 1989 року до проєкту приєдналася Канада.
Після перших успішних двох років роботи NIMIC заснував проєктний офіс у штаб-квартирі НАТО у Брюсселі. Саме ця подія у 1991 р. і стала офіційною датою створення аналітичного центру. У 1994 році Іспанія та Австралія вирішили долучитися і увійшли до проєкту. Наступного року ряди поповнили й Португалія та Італія, але у 1998 році Португалія вирішила залишити проєкт через складність у фінансуванні. У 1999 році до проєкту приєдналася також Данія, але з тих самих причин, що й Португалія, у 2004 році вийшла з проєкту.
Навесні 2003 року пілотний проєкт був розширений і перейшов в офіційний, діставши назву MSIAC — Центр аналізу інформації про безпеку боєприпасів. Але у новому статусі він почав функціонувати тільки з 15 грудня 2004 року. У наступному році до проєкту долучилася Німеччина.
Пізніше до членів проєкту також приєдналися Фінляндія та Швеція. Чергове розширення відбулося в 2015 році, коли приєдналася 13-а країна-член проєкту — Бельгія.
15 грудня 2016 р. у штаб-квартирі НАТО у Брюсселі було святково відзначено 25-річчя існування MSIAC(див. фото).
У 2018 р. членами MSIAC стали Польща та Республіка Корея, у 2021 — Швейцарія.

## Структура
Управління MSIAC складається з керівного комітету, національного координатора (керівник проєкту) і центру аналізу даних.
Керівний комітет обирається представниками від кожної країни-члена проєкту шляхом голосування. Цей орган відповідає за реалізацію підписаного у 1988 році «Меморандуму про взаєморозуміння», який є базовим для MSIAC і всієї політики проєкту.

## Завдання
Центр аналізу інформації про безпеку боєприпасів (MSIAC) надає технічні консультаційні послуги країнам-членам проєкту та іншим зацікавленим країнам (у тому числі, й Україні), насамперед в тих областях, які безпосередньо пов'язані з безпекою боєприпасів. Наприклад:
- Хімічна енергія: вибухові речовини, порох, ракетне паливо;
- Вибухові роботи: дизайн, випробування, детонатори;
- Рушійні сили: проєктування систем, виробництво, випробування;
- Система боєприпасів: аналіз, утилізація тощо;
- Логістика: правила транспортування, зберігання, класифікації небезпеки та аналізу ризиків.

У цих областях MSIAC виконує такі функції:
- розробляє внутрішню базу технічної інформації;
- надає технічні консультації;
- консультує державні і промислові установи країн-членів проєкту;
- організовує технічні лекції[5];
- розробляє і розповсюджує програмні засоби[6][7].

Одним з головних результатів діяльності MSIAC стало створення технологій випробувань нечутливих боєприпасів.
MSIAC тісно співпрацює з Групою НАТО з питань безпеки боєприпасів (AC/326, CASG) Конференції національних директорів озброєнь
, а також з Організацією НАТО з науки і технологій. Зокрема, у жовтні 2014 р. панель AVT Організації НАТО з науки і технологій та MSIAC провели у штаб-квартирі НАТО (м. Брюссель) кооперативну демонстрацію технологій за напрямом інтегрованого у боєприпаси управління станом (AVT-212 Cooperative Demonstration of Technologies (CDT) for Integrated Munitions Health Management (IMHM)).

## Список посадових осіб
| № | Ім'я          | Країна походження | Роки повноваження |
| - | ------------- | ----------------- | ----------------- |
| 1 | Рон Дерр      | США               | 1991–1998         |
| 2 | Ентоні Меліта | США               | 1998–2005         |
| 3 | Джекі Кінг    | Австралія         | 2005–2008         |
| 4 | Джеррі Уорд   | США               | 2009–2011         |
| 5 | Уейд Еванс    | Австралія         | 2011–2014         |
| 6 | Тоні Херон    | Канада            | 2014–2016         |
| 7 | Брайн Фукс    | США               | 2016–             |

| №  | Ім'я           | Країна походження | Роки повноваження |
| -- | -------------- | ----------------- | ----------------- |
| 1  | Генрі Хедж     | США               | 1989–1989         |
| 2  | Джордж Старкен | США               | 1989–1989         |
| 3  | Едвард Догерті | США               | 1990–1991         |
| 4  | Марк Дефорно   | Франція           | 1992–1995         |
| 5  | Мішель Зевенін | Франція           | 1995–1998         |
| 6  | Пітер Лі       | Велика Британія   | 1998–2002         |
| 7  | Патрік Туз     | Франція           | 2002–2010         |
| 8  | Роджер Свансон | США               | 2010–2013         |
| 9  | Майкл Шарп     | Велика Британія   | 2013–2019         |
| 10 | Чарльз Динхем  | США               | 2019–             |